# برايان اولسن
برايان اولسن (بالإنجليزية: Brian Olsen)‏ هو فنان قتال مختلط أمريكي، ولد في 1975 في إينفيلد في الولايات المتحدة.

## وصلات خارجية
- برايان اولسن على موقع شيردوغ (الإنجليزية)